# Airaphilus hellenicus
Airaphilus hellenicus là một loài bọ cánh cứng trong họ Silvanidae. Loài này được Obenberger miêu tả khoa học năm 1917.